# Đoàn Sư Đức
Đoàn Sư Đức  (?-?), người xã Văn Xá huyện Lương Tài (nay thuộc xã Phú Hòa huyện Lương Tài tỉnh Bắc Ninh). Ông đỗ đệ tam giáp, đồng Tiến sĩ xuất thân khoa Quý Mùi, niên hiệu Hồng Thuận năm thứ sáu 1514.
Ông làm quan nhà Mạc, đến chức Thượng thư, tước Hà Văn hầu và từng được cử đi sứ sang nhà Minh (Trung Quốc) .